# Live à Paris
Live à Paris é o terceiro álbum ao vivo e o vigésimo segundo álbum da cantora do Canadá Céline Dion, foi gravado no Zenith Theatre em Paris e foi lançado em Outubro de 1996. O disco não contém todas as músicas do show. O show completo, com todas as músicas, pode ser visto no VHS Live à Paris lançado também em 1996. Live à Paris ganhou o Juno Award e dois prêmios Félix Awards em 1997.
Live à Paris foi lançado depois do grande sucesso D'eux, e estreou no topo das paradas da França, Bélgica e Suíça, vendendo mais de 2 milhões de cópias no mundo.

## Faixas
| #   | Nome                                                          | Compositor (es)                                   | Duração |
| --- | ------------------------------------------------------------- | ------------------------------------------------- | ------- |
| 1.  | "J'attendais"                                                 | Jean-Jacques Goldman                              | 4:58    |
| 2.  | "Destin"                                                      | J.J. Goldman                                      | 4:11    |
| 3.  | "The Power of Love"                                           | C. Rouge, G. Mende, M.S. Applegate, Jennifer Rush | 4:45    |
| 4.  | "Regarde-moi"                                                 | J.J. Goldman                                      | 3:49    |
| 5.  | "River Deep - Mountain High"                                  | Phil Spector, Jeff Barry, Ellie Greenwich         | 3:29    |
| 6.  | "Un garçon pas comme les autres (Ziggy)"                      | Luc Plamondon, Michel Berger                      | 5:03    |
| 7.  | "Les derniers seront les premiers" (com Jean-Jacques Goldman) | J.J. Goldman                                      | 3:52    |
| 8.  | "J'irai où tu iras" (com Jean-Jacques Goldman)                | J.J. Goldman                                      | 3:46    |
| 9.  | "Je sais pas"                                                 | J.J. Goldman, Robert Goldman                      | 4:25    |
| 10. | "Le ballet"                                                   | J.J. Goldman                                      | 10:33   |
| 11. | "Prière païenne"                                              | J.J. Goldman                                      | 4:55    |
| 12. | "Pour que tu m'aimes encore"                                  | J.J. Goldman                                      | 5:10    |
| 13. | "Quand on n'a que l'amour"                                    | Jacques Brel                                      | 4:41    |
| 14. | ""Pour que tu m'aimes encore"Vole"                            | J.J. Goldman                                      | 4:03    |
| 15. | "To Love You More"                                            | David Foster, J. Miles                            | 5:28    |

1. ↑  http://www.celinedioncharts.com/byalbum.htm